# Эрнст, Николай Львович
Николай Львович Эрнст (23 сентября 1889, Киев — 1956) — русский и советский историк, крымовед.

## Биография
Николай Эрнст родился в семье сотрудника страхового общества Людвига Эрнста, который также владел небольшой фабрикой по производству веревок в г. Глухове. После смерти отца в 1900, Николай Эрнст вместе с семьей переехал в Глухов, где и в 1907 окончил гимназию.
В этом же году по предложению дяди — известного киевского врача-окулиста Эрнста Николаевича Неезе, который предоставил Николаю и его брату Федору (Теодору) финансовую помощь для обучения в Берлинском университете, поступил на историческое отделение философского факультета. В 1911 окончил его со званием доктора философии по специализации российской истории. После переезда в Киев Николай Львович получил должность библиотекаря в Университете Святого Владимира.
1 мая 1914 года Н. Л Эрнст был избран на должность библиотекаря Киевского коммерческого института, но правление вуза затем отменило это постановление. С началом Первой мировой войны в Киеве начали нагнетаться антинемецкие настроения. Братьев Николая и Федора Эрнстов арестовали и впоследствии выслали на жительство в организованное в селе Куртамыш Томской области лагерь для немцев. Они смогли вернуться в Киев только в августе 1917. В этом же месяце Николай Львович переехал в Петроград, так как не воспринимал украинское национальное движение направленное на получение автономии от России.
В Петрограде сначала устроился внештатным служащим в Российской публичной библиотеке, а 8 апреля 1918 Эрнста приняли сотрудником читального зала.
В конце 1918 Николай Львович Эрнст переехал из Петрограда в Симферополь, где был принят на должность заведующего Научной библиотеки Таврического университета, на которой работал до 1921. Одновременно получил должность приват-доцента, позднее — профессора сразу на двух кафедрах вуза: российской истории и немецкого языка. В 1920 был назначен заведующим Центрального музея Тавриды. Он провёл основные работы по организации нового музея в Симферополе. В 1922 Николай Эрнст перешёл на должность заведующего археологического отдела музея и впоследствии заместителем директора по научной работе.
Николай Эрнст одновременно принимал активное участие в работе Крымского комитета по делам музеев и охраны памятников искусства, старины и народного быта. В Таврическом обществе истории, археологии и этнографии сначала работал постоянным секретарём (1923—1930), а впоследствии был избран его председателем (1930—1931).

### Репрессии
В 1938 Николай Львович был обвинен в шпионаже в пользу Германии и германофильской пропаганде в крымоведении. Арестован в Симферополе 15 февраля 1938 года. Почти вся его коллекция и рукописи были конфискованы и пропали. Был обвинен по ст. 58-1а, 10 УК РСФСР. 20 сент. 1940 ОСО при НКВД СССР осужден как «немецкий шпион» на 8 лет ИТЛ. Отбывал срок в Унжинском ИТЛ (Горьковская область). После отбытия срока в 1948 работал товароведом в г. Прокопьевск Кемеровской обл. 11 апреля 1949 повторно арестован. 14 сентября 1949 ОСО МГБ СССР осужден на 5 лет ИТЛ — «за подозрительные по шпионажу связи и антисоветскую агитацию». После амнистии 1953 жил в г. Прокопьевск (Кемеровская обл.), где и скончался 20 марта 1956 от инфаркта в момент, когда пришло разрешение вернуться в Крым. Реабилитирован в 1958 году.
Брат Фёдор Эрнст, искусствовед, был расстрелян.

## Память
- Решением Симферопольского городского совета от 18.12.2020 г. № 264 именем Николая Эрнста названа одна из улиц района Петровские высоты Симферополя[4].

## Работы
Один из первых исследователей Кизил-Кобинской культуры на территории Крыма, истории материальной культуры Крымского ханства.
- Эрнст Н. Л. Люди ледникового периода в Крыму / Н. Л. Эрнст. — Симферополь: Крымгосиздат, 1930. — 114 с.
- Эрнст Н. Л. Путеводитель по Крыму. М.; Л., 1925 (ред., совм. с А. Маркевичем и А. Полкановым);
- Эрнст Н. Л. «Железные двери» Бахчисарайского дворца и архитектор великого князя Ивана III Алевиз Новый: Тез. докл. // Бюллетень конференции археологов СССР в Керчи. 1926. № 6. С. 5-6;
- Эрнст Н. Л. Бахчисарайский ханский дворец и архитектор великого князя Ивана III фрязин Алевиз Новый // ИТОИАЭ. 1928. Т. 2 (59). С. 39-54;
- Эрнст Н. Л. Отчет о деятельности ТОИАЭ за 1926 г. // Там же. С. 188—189 (совм. с А. И. Маркевичем); Эски-Кермен и пещерные города Крыма // Там же. 1929. Т. 3 (60). С. 15-43;
- Эрнст Н. Л. Летопись археологических раскопок и разведок в Крыму за 10 лет (1921—1930) // Там же. 1931. Т. 4 (61). С. 72-92; ГА АРК. Р 3283, оп.1, д. 9, л. 1-13.
- Эрнст Н. Л. Четвертичная стоянка в пещере у дер. Чокурча в Крыму // Труды Международной конференции Ассоциации по изучению четвертичного периода Европы. — Вып. V. — Л., М., Н.: Государственное научно-техническое горно-геолого-нефтяное издательство, 1934;
- Тунманн Г. Э. Крымское ханство. Симферополь, 1936 (пер., предисл., прим.); Обзор археологических исследований в Крыму в 1935 г. // СА. 1937. № 3. С. 240—245.